# Eruguera de la Indoxina
L'eruguera de la Indoxina (Lalage polioptera) és una espècie d'ocell de la família dels campefàgids (Campephagidae).
Habita el bosc obert, ciutats i vegetació secundària de les muntanyes de Myanmar (excepte el nord-est), nord-oest, centre, sud-oest i nord-est de Tailàndia, Laos, Cambodja i centre i sud del Vietnam.
Ha estat desplaçada recentment des del gènere Coracina fins Lalage.